# 御制十全记碑

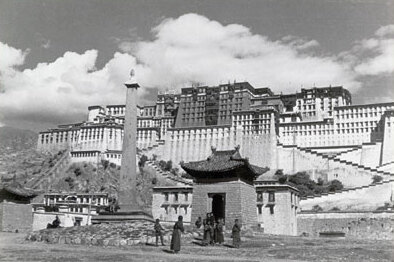
1936年至1937年间的御制十全记碑碑亭。前方（南方）为恩兰·达札路恭纪功碑

御制十全记碑，位于西藏自治区拉萨市布达拉宫方城南门外东侧，为纪念乾隆帝“十全武功”而建。

## 简介
清朝乾隆五十七年（1792年），该碑立于布达拉宫前。碑文由乾隆帝亲自撰写，用满文、汉文、蒙古文、藏文四体文字镌刻，记述了乾隆帝在位57年的十大战功。此碑建有琉璃瓦歇山顶碑亭。该碑与御制平定西藏碑东西相对。1965年，该碑及碑亭与御制平定西藏碑及碑亭一道迁至龙王潭公园。1990年，迁回布达拉宫方城南门外。

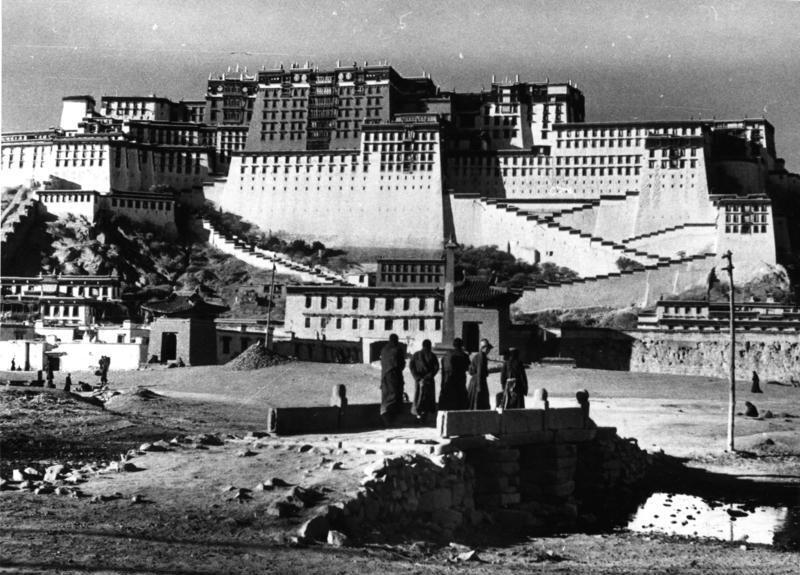
1938年的布达拉宫方城南门外，可见西侧（图中左侧）的御制平定西藏碑，东侧（图中右侧）的御制十全记碑，以及御制十全记碑南侧的恩兰·达札路恭纪功碑

御制十全记碑保存完好。该碑的形制与内地的清朝御制碑完全相同。该碑通高3.87米。碑额方形，宽1.44米，高1.34米，厚0.46米，额框四周饰雷纹，额内框上下饰以卷草纹。碑额正面右侧篆文阴刻“御制”两字，左侧阴刻一竖行八思巴文。碑额背面右侧阴刻4列正楷藏文，左侧阴刻一竖行蒙古文。碑首下部边饰采用如意云纹。碑身宽1.32米，高2.07米，厚0.38米。碑阴与碑阳均刻有文字。碑阳右侧刻有汉文17竖行，左侧刻有17竖行满文；碑阴右侧刻有39列正楷藏文，左侧刻有17竖行蒙古文。碑身阳面及阴面的上、下、左、右边框均有12厘米宽的二龙戏珠纹饰。此碑下方有龟趺座，龟身长2.5米，宽1.8米。碑身位于高出龟背0.05米，宽0.58米、长1.6米的垫台之上。龟座下方是一个侧面长2.42米，正面宽2.02米的石托台。
1996年，该碑被列为西藏自治区文物保护单位。
《乾隆朝实录·卷之一千四百十四》记载，乾隆五十七年十月：

戊辰。谕军机大臣曰、拉特纳巴都尔等、屡次差头目赴营。哀恳投诚。进表纳贡。情词俱为恭顺。是以准其乞降。今又差人呈送犒军食物。并求伺候福康安等直至前藏。看此情形。实属真心慑伏。出于至诚。非特目前蒇功完善。并可保边境敉宁。卫藏无事。至济咙、聂拉木、宗喀等处。向来原有唐古忒兵丁驻守防御。皆因俘习浑等平时废弛。不加训练。以致怯懦无用。见贼退避。目下边界既不驻川兵。藏地事宜。皆系和琳责任。仔肩更重。所有原驻唐古忒第巴番兵。务须于巡边时勤加操练。认真稽查。俾怯懦积习。其应如何分拨派驻、及稽察训练之处。并著悉心妥办。以期永远遵循。再前据福康安奏、廓尔喀差大头人第乌达特塔巴等、赍送表贡。于八月初八日到营等语。其于何日自帕朗古派员伴送起程之处。未据奏及。或系福康安等、候谕旨到日。再令起程。亦未可定。计此旨到时。福康安等、早扺前藏。前已有旨、令福康安飞饬伴送之员。于途次趱行。著再传谕福康安、如该贡使业已起程在途。务须飞檄委员。加紧行走。所有贡物。除象只马匹。本令缓程行走。此外如有沉重物件。亦不妨随后送京。以便贡使遄行。能于年内到京。俾随朝鲜各国之后。瞻仰朝仪。方为妥善。即或不能。亦务令于灯节前到京。以便宴赉。再福康安等奏、廓尔喀差出头人禀称、欲令贡使过藏时。谒见赖喇嘛、班禅额尔德尼、叩头请罪。并于准降后。拟遣人赴藏。呈递哈达土物等语。拉特纳巴都尔。欲令来使谒见達赖喇嘛等请罪。亦足见其悔过之心。至伊呈送達赖喇嘛等哈达土物。和琳应告知達赖喇嘛等、酌量收存数件。勿虗其意。仍加倍酬给回赏。不可为廓尔喀所轻。再此事蒇功完善。御制十全记一篇。以志武成十告。现令繙写四体字。俟缮写完竣。再行发交和琳、酌量于圣祖御碑之旁竖立。或另相地势。建盖碑亭。以昭武功而垂久远。

《乾隆朝实录·卷之一千四百十四》记载的乾隆帝所作《御制十全记》如下：

昨准廓尔喀归降。命凯旋班师诗。有十全大武扬之句。盖引而未发。兹特叙而记之。夫记者、志也。虞书朕志先定。乃在心。周礼春官掌邦国之志。乃在事。旅獒志以道宁。则兼心与事而言之。然总不出夫道。得其道。乃能合于天。以冀承乎贶。则予之十全武功。庶几有契于斯。而可志以记之乎。十功者。平准噶尔为二。定回部为一。扫金川为二。靖台湾为一。降缅甸、安南、各一。即今二次受廓尔喀降、合为十。其内地之三叛么䵉。弗屑数也。前已酉廓尔喀之降。盖因彼扰藏边界。发偏师以问罪。而所遣鄂辉等、未宣我武。巴忠乃迁就完事。致彼弗惧。而去岁复来。以致大掠后藏。饱欲而归。使长此以往。彼将占藏地。吓众番。全蜀无宁岁矣。是以罪庸臣。选名将。励众军。筹储饷。福康安等、深感朕恩。弗辞劳苦。于去岁冬月。即率索伦四川降番等精兵。次第由西宁冒雪而进。今岁五月。遂临贼境。收复藏边。攻克贼疆。履线险如平地。渡溜要若蹄涔。绕上袭下。埋根批吭。手足胼胝。有所弗恤。七战七胜。贼人丧胆。及兵临阳布。贼遂屡遣头人。匍匐乞降。将军所檄事件。无不谨从。而独不敢身诣军营。盖彼去岁曾诱藏之噶布伦丹津班珠尔等前去。故不敢出也。我武既扬。必期扫穴犁庭。不遗一介。亦非体上天好生之意。即使尽得其地。而西藏边外。又数千里之遥。所谓不可耕而守者。亦将付之他人。乃降旨允降班师。以蒇斯事。昔唐太宗策颉利曰。示之必克。其和乃固。廓尔喀非颉利之比。番边殊长安之近。彼且乞命吁恩。准之不暇。又安敢言和乎。然今日之宣兵威。使贼固意求降归顺。实与唐太宗之论。有所符合。昔予记土尔扈特之事。于归降归顺。已悉言之。若今廓尔喀之谢罪乞命。归降归顺。盖并有焉。以其悔过诚而献地切也。迺知守中国者。不可徒言偃武修文、以自示弱也。彼偃武修文之不已。必致弃其故有而不能守。是亦不可不知耳。知进知退。易有明言。予实服膺弗敢忘。而每于用武之际。更切深思。定于志以合乎道。幸而五十七年之间。十全武功。岂非天贶。然天贶逾深。予惧益切。不敢言感。惟恐难承。兢兢惶惶。以俟天眷。为归政全人。夫复何言。